# 時田貴司
時田 貴司（ときた たかし、1966年1月24日 - ）は、日本のゲームクリエイター。スクウェア・エニックス所属。元第7開発事業部長。妻は声優の折笠奈緒美。

## 経歴
子供の頃から漫画、アニメ、ゲームが大好きで将来の夢は漫画家だったがアニメブームで声優に憧れ、役者を志し、神奈川県立横須賀大津高等学校在学中から劇団で活動を始めていた。東京で一人暮らしをしながら劇団生活を支えるためのアルバイトとして、面白い仕事がいいなと思って見つけたゲーム会社ZAPにグラフィックデザイナーとして入社。そこで山名学や内藤寛と出会う。漫画は独学やっていたことから絵は描けたがパソコンは使えず、会社に教えてもらった。
約2年後、1986年『キングスナイト』のCMに惹かれてスクウェアにアルバイトとして入社。同期は河津秋敏。『ファイナルファンタジー』のグラフィックなどに関わり、当初RPGはあまり好きではなかったが、チュンソフトに入社した山名学に『ドラゴンクエストII 悪霊の神々』を薦められ、RPGの面白さを知る。
企画・作画スタッフとして様々なゲームを手がけた後、1994年『ライブ・ア・ライブ』で初ディレクターを務める。元来より役者をやっていたためストーリー・ドラマ性中心のゲーム作品に力を入れるようになる。当人によると、過去に漫画版『デビルマン』を読んだ影響により人間の性悪説が強烈に焼きついており、上記の『ライブ・ア・ライブ』をはじめ『ファイナルファンタジーIV』における友人の裏切りなど、人間の誰しもが持つ負の側面を痛烈に描写したストーリー展開が多い。その後『バウンサー』まで一貫して上記の方針でのゲームを作り続けてきたが、最近では「過去にああいう方向性のゲームを作った私がいうのも変ですが」と断りつつも「『DQ』と『FF』があるいまの会社には大物役者はいらないのではないか」「イベントを眺めてるより、ユーザーは操作をしたいのではないか」など、否定的なコメントを出している。
2022年現在は第二開発事業本部ディビジョン6（浅野チーム） プロデューサー。

## その他
しばらくゲーム製作が忙しいため芝居から離れていたが、後には復帰。ゲーム制作と並行して劇団も続けており、最近は伊藤賢治や下村陽子といった交流のあるゲーム作曲家に劇伴を依頼する事も。また、役者をしていた関係か、『半熟英雄』のイベントに自らエッグマンのコスプレで出演した。妻との出会いも舞台繋がりからである。
大のプロレス好きでもあり、特に獣神サンダーライガーのファン。かつてはライガーのマスクを被った姿でゲーム誌上に登場することもしばしばであった。後に全身コスチュームも作製し、試合会場で着用したまま観戦、更には自身の結婚式でも披露したという。
現在、演劇ユニットPuresのキャプテンを務め、脱線劇団ページワンにも所属する。
また、脚本家の川崎ヒロユキは、高校時代の同級生であり、NHKコンテストに出品された川崎ヒロユキ監督作品に主演している。
『半熟英雄4 〜7人の半熟英雄〜』で声優を務めた桜塚やっくんと親交があり、DS版『ファイナルファンタジーIV』でルカ役を担当した折笠奈緒美との結婚式の日に彼を招いたことがある。
武勇伝の一つとして、スクウェア発売の『魔界塔士Sa・Ga』には、かつて社内の流しを詰まらせたことがイベントとしてある。
ゲーム中に自身を登場させる際やTwitterのアカウント説明では、「ゲームしょくにん」という表記を用いている。なお、ゲームにおいては「（ゲーム開発現場における共通要素ではある）激務による過労のため、自分の名前も思い出せない」というある種の自虐ネタである。
2004年のジーパラドットコムとのインタビューの中では「プロレクター」を自称する場面もあった。

## 作品

### ゲーム
- クレオパトラの魔宝：グラフィック
- ハイウェイスター：グラフィック
- ファイナルファンタジー：グラフィック
- 中山美穂のトキメキハイスクール：グラフィック
- 半熟英雄：企画、グラフィック
- スクウェアのトム・ソーヤ：グラフィック
- 魔界塔士Sa・Ga：キャラクターデザイン、スプライトデザイン、シナリオスタッフ、サウンドエフェクト（たかしくん）
- ファイナルファンタジーIII：サウンドエフェクト
- ファイナルファンタジーIV：ゲームデザイン、シナリオ
- 半熟英雄 ああ、世界よ半熟なれ…!!：シナリオディレクション
- ライブ・ア・ライブ：ディレクション、シナリオ（幕末編、功夫編、西部編、現代編、SF編、中世編、最終編）、イベントデザイン、声の出演（原始編の笑い声）
- クロノ・トリガー：ディレクション（北瀬佳範と共同）
- ファイナルファンタジーVII：フィールドセクション・スペシャルサンクス（ヘルプとして参加）
- パラサイト・イヴ：ディレクション、ストーリー
- チョコボレーシング 〜幻界へのロード〜：ディレクション、シナリオ、主題歌作詞
- バウンサー：ディレクション、シナリオ、挿入歌作詞
- 半熟英雄 対 3D：ディレクション、シナリオ、プロデュース、テーマ曲作詞、声の出演（バイリンガ将軍L）
- ファイナルファンタジーI・IIアドバンス：プロデュース、リメイクプラン
- 武蔵伝II ブレイドマスター：プロデュース
- エッグモンスターHERO：ディレクション、プロデュース
- 半熟英雄4 7人の半熟英雄：ディレクション、プロデュース
- マリオバスケ 3on3：プロデュース
- ファイナルファンタジーIVアドバンス：スーパーバイザー
- ファイナルファンタジーIV（ニンテンドーDS版）：エグゼクティブプロデューサー、ディレクター
- ファイナルファンタジーIV THE AFTER 月の帰還：エグゼクティブプロデューサー
- ナナシ ノ ゲエム：エグゼクティブプロデューサー
- ナナシ ノ ゲエム 目：エグゼクティブプロデューサー
- 光の4戦士 ファイナルファンタジー外伝：ディレクター
- エルアーク 追加シナリオ「ルクレチア物語－嘆きの聖都－」：シナリオ原案
- ファイナルファンタジー レジェンズ 光と闇の戦士：エグゼクティブプロデューサー
- ファイナルファンタジー レジェンズ 時空ノ水晶：エグゼクティブプロデューサー、シナリオ
- イケニエノヨル：Co.ディレクター
- 鬼ノ哭ク邦：クリエイティブプロデューサー
- ライブアライブ（HD-2Dリメイク版）：プロデューサー[7]、声の出演（ワン、サンチョ、W1号）

### 舞台
- バレンタイン☆キッス（2007年）出演
- ストラルドブラグ 〜魔神邂逅〜（2007年）脚本
- 魔王転生〜maoutenshou〜（2008年）監修
- 「天国だヨ!全員集合」〜おきらくごくらく むーびーすたあ〜（2009年）出演
- ストラルドブラグ 〜魔神邂逅〜（2011年）脚本
- 虹色の輪舞曲〜ロンド・デュ・ラルカンシェル〜（8色のオクテット・8枚の金貨）（2012年）脚本・監修